# Mustafa Nadarević
Pour les articles homonymes, voir Nadarević.
Mustafa Nadarević, né le 2 mai 1943 à Banja Luka et mort le 22 novembre 2020 à Zagreb, est un acteur yougoslave, bosnien et croate de cinéma et de théâtre,. Il a joué dans plus de 70 films ; certains de ces films sont : L'odeur des coings (1982), Papa est en voyage d'affaires (1985), Déjà vu (film, 1987), The Glembays (1988), Kuduz (1989), Poudre à canon silencieuse (1990), Le Cercle parfait (1997), Kod amidze Idriza (2004), Mirage (2004) et Halima's Path (2012), General (2018).

## Biographie

### Jeunesse
Nadarević est né à Banja Luka le 2 mai 1943. Il a étudié le théâtre à l' Académie des arts du spectacle de Sarajevo et a obtenu son diplôme à l'Académie d'art dramatique de Zagreb. Au cours de sa longue carrière d'acteur, Nadarević s'est bâti une réputation comme l'un des acteurs de caractère les plus reconnaissables des Balkans.Dans l'ex-Yougoslavie, il a été vu jouer principalement dans des rôles de soldat partisan.
Sa performance en tant que Leone Glembay dans le l’adaptation cinématographique d'Antun Vrdoljak des Glembays est largement considérée comme l'une des étapes les plus importantes de l'histoire du cinéma yougoslave. Il lui a valu l'Arène d'Or du Meilleur Acteur au Festival du Film de Pula 1988, parmi d'autres distinctions[réf. nécessaire].
Pendant sa longue carrière de 40 ans, il s'est imposé comme l'un des acteurs yougoslave les plus renommés. Il a joué un rôle de communiste dans le film Papa est en voyage d'affaires, film récompensé palme d'or au festival de Cannes 1985. En plus des films, il a joué dans de nombreuses séries télévisées.
Au cours des dernières années de sa vie, Nadarević était surtout connu pour avoir joué le personnage hilarant de la télévision, Izet Fazlinović, dans série télévisée humoristique bosnienne Lud, zbunjen, normal ; le personnage peut être décrit comme un homme de 70 ans sexuellement insatisfait qui fera tout sauf travailler pour posséder un dollar et jettera des insultes à tous ceux qu'il peut.

### Vie privée
L'épouse de Nadarević, Slavica Radović (25 avril 1964 - 7 juin 2012), une créatrice de costumes slovène, est décédée à l'âge de 48 ans après une lutte de dix ans contre le cancer du sein. Elle et Nadarević étaient en couple depuis vingt ans.

### Santé et mort
Nadarević a révélé qu'il avait reçu un diagnostic de cancer du poumon en janvier 2020. Il meurt le 22 novembre 2020 à son domicile à Zagreb, en raison de complications de la même maladie. 

## Récompenses et nominations
- Festival international du film de Moscou[4] : 1991-Vainqueur Silver St.George - Meilleur acteur Gluvi Barut (1990) Partagé avec: Branislav Lecic
- Festival du film de Motovun : 2018 Gagnant Prix 50 ans - Partagé avec: Rade Serbedzija
- Festival du film de Pula : 1995 Gagnant Golden Arena - Meilleur acteur dans un second rôle Isprani (1995)
- Festival du film yougoslave de Pula : 1988 Vainqueur Golden Arena - Meilleur acteur dans un rôle principal Glembajevi (1988)
- South-East European Film Festival Paris : 2011 Gagnant Prix SEEFF - meilleur acteur Piran-Pirano (2010)

## Filmographie

### Cinéma
- 1968 : Gravitacija ili fantastična mladost činovnika Borisa Horvata : Blaja
- 1973 : Timon
- 1981 : Snađi se, druže
- 1982 : Zločin u školi : Bartol
- 1982 : L'odeur des coings : Mustafa
- 1982 : Kiklop : Don Fernando
- 1984 : U raljama života
- 1984 : Zadarski memento : Bepo Marini
- 1984 : Mala pljačka vlaka : Paragraf
- 1985 : Le choix d'Horvat : Vinko Benčina
- 1985 : Papa est en voyage d'affaires : Zijah Zijo Zulfikarpašić
- 1985 : Ljubavna pisma s predumišljajem : Dr. Bošnjak
- 1985 : The War Boy : Directeur d'usine
- 1986 : Večernja zvona : Matko
- 1986 : Poslednji skretničar uzanog koloseka : Mungo
- 1986 : Dobrovoljci : Gynécologue
- 1987 : Ljubezni Blanke Kolak : Pavel
- 1987 : Hudodelci : Ljuba Kurtović
- 1987 : Déjà vu (film, 1987) : Mihailo
- 1988 : Zaboravljeni : Martin
- 1988 : Les Glembays : Dr. phil. Leone Glembay
- 1988 : Klopka : Saša
- 1989 : Seobe II : Višnjevski
- 1989 : Povratak Katarine Kozul : Silvio
- 1989 : Kuduz : Policier Šemso
- 1990 : Poudre à canon silencieuse : Španac
- 1990 : Captain America : Le père de Tadzio
- 1990 : Adam Ledolomak
- 1991 : Moj brat Aleksa
- 1991 : Đuka Begović : Mata
- 1991 : Srećna dama : Boris
- 1991 : Histoire de Croatia : Andrija
- 1991 : Vacances à Sarajevo : Avduka Lipa
- 1993 : Coumtesse Dora : Tuna, le conducteur
- 1994 : Vukovar: Le chemin du retour : Martin
- 1995 : Gospa : Mayor Štović
- 1995 : Washed Out : Father
- 1995 : Nausikaja : Inspector Stevović
- 1996 : Nausikaja
- 1997 : Le Cercle parfait : Hamza
- 1997 : Puška za uspavljivanje : Karlo Štajner
- 1998 : Transatlantik
- 1999 : Četverored : Cute captain
- 2000 : Sauter,sauter et sauter/court/
- 2000 : Je li jasno prijatelju? : Nikola
- 2001 : No Man's Land (film, 2001) : Ancien soldat serbe
- 2001 : Polagana predaja : Banker Parać
- 2001 : Kraljica noći : Le père de Tomo
- 2002 : Prezimiti u Riju : Grga
- 2003 : Heimkehr : Vlado
- 2004 : Longue nuit noire : Španac
- 2004 : Na planinčah
- 2004 : La Compagnie de Jésus : Castelan
- 2004 : Secret Passage : L’informateur de Foscari
- 2004 : Kod amidze Idriza : Idriz
- 2004 : Mirage (film, 2004) : Enseignant
- 2006 : Nafaka : Marks
- 2008 : Ničiji sin : Izidor
- 2010 : Kao rani mraz : Verebes
- 2010 : Daca bobul nu moare : Iorgovan
- 2010 : Piran-Pirano : Veljko
- 2012 : Cannibal Vegetarian : Pathologiste Marelja
- 2012 : Halima's Path : Avdo
- 2012 : La Partition inachevée : Professeur Miša Brankov
- 2013 : Čefurji raus! : Čiča
- 2013 : The Brave Adventures of a Little Shoemaker : Good Košarac
- 2018 : Pour le bon vieux temps : Krcko
- 2019 : General : Janko Bobetko

### Télévision
- 1971 : Prosjaci i sinovi: Iviša
- 1978 : Tomo Bakran: Koloman pl. Balloczanski
- 1981 : Velo misto (198: Duje
- 1985 : Nitko se neće smijati: Milan
- 1986 : Pat pozicija
- 1990 : Doktorova noć: Doctor
- 1993 : Dok nitko ne gleda
- 1996 : Prepoznavanje: Ana's Father
- 2000 : Život sa žoharima: Gazda
- 2002 : Novo doba: Petar Strukan
- 2006 : Balkan Inc.: Bero Filipović
- 2006-2007 : Neki čudni ljudi : Vili S. Tončić
- 2007-2020 : Lud, zbunjen, normalan : Izet Fazlinović